# Leo Mimmler
Leo Mimmler (Wenen, 1 december 1911) is een Oostenrijks componist, elektrotechniek-ingenieur en trompettist.

## Levensloop
Mimmler studeerde naast elkaar ingenieur-wetenschappen en muziek. Tot 1937 was hij beroepsmusicus (trompettist) in verschillende orkesten. Vervolgens kreeg hij een baan als ingenieur bij de Oostenrijkse trainmaatschappij en werd later hoofd van de elektrotechnische dienst binnen deze maatschappij. Daarnaast was hij dirigent van diverse harmonieorkesten en speelde als trompettist in harmonieorkesten mee. De componist Mimmler schreef diverse werken voor harmonieorkest. 

## Composities

### Werken voor harmonieorkest
- 1956 Praeludium Concertante, voor harmonieorkest - première 26 maart 1956 tijdens de algemene vergadering van de federatie van blaasorkesten in de deelstaat Opper-Oostenrijk in de feestzaal van het Vereinshaus in  Linz[1]
- 1972 Landskron, fantasie
- Franz-Josephsbahn-Marsch
- Im Stubachtal, mars
- Piroschka, mars
- Steckenpferd-Galopp